# Reinhard Suchier
Reinhard Soisjuste Suchier (auch Reinhart Suchier; * 20. Juli 1823 in Veckerhagen; † 13. Juli 1907 in Hanau) war ein deutscher Gymnasiallehrer, Altphilologe, Lokalhistoriker und Numismatiker sowie Ovid-Übersetzer.

## Werdegang und Wirken
Reinhard Suchier stammte aus einer Hugenottenfamilie und verbrachte seine Kindheit in Karlshafen. Er besuchte das Gymnasium in Rinteln und studierte anschließend in Marburg und Berlin Klassische Philologie und Geschichte. 1845 legte er das Examen ab und erhielt 1846 eine Praktikantenstelle am Gymnasium in Hanau, einer Lehranstalt, an der er – ab Ende 1853 als Hilfslehrer, ab Februar 1859 schließlich als ordentlicher Gymnasiallehrer – bis zu seiner Pensionierung 1879 unterrichten sollte.
Am 25. März 1848 wurde er mit einer Arbeit über Menschenopfer bei den Griechen in Marburg promoviert. Auch seine nächsten Arbeiten befassten sich mit altphilologischen Themen. 1853 veröffentlichte Suchier Proben und 1858 seine vollständige metrische Übersetzung von Ovids Metamorphosen.
Durch die Beschäftigung mit der Münzsammlung der Hohen Landesschule – einschließlich der Camp’schen Münzsammlung – wandte er sich der regionalen Geschichtsforschung zu und veröffentlichte zu entsprechenden numismatischen Themen. Dabei entstand das Standardwerk für das Münzwesen der Grafschaft Hanau-Münzenberg. Dies führte ihn weiter zur Genealogie des Hauses Hanau und heraldischen Forschungen. Auch hier entstanden entsprechende Standardwerke.
Ab 1872 beteiligte er sich an den archäologischen Ausgrabungen des Bezirksvereins für Hessische Geschichte und Landeskunde unter Leitung von Friedrich Karl Hausmann auf dem römischen Friedhof des Kastells und Vicus in Rückingen. Im Grabungsbericht übernahm er die Beschreibung der Gräber und der gefundenen Münzen. 1873 wurde er Mitglied des Vereins und gehörte bald auch dem Vorstand an. Zwischen 1874 und 1900 hielt er im Verein 45 wissenschaftliche Vorträge. Von 1890 bis 1903 war er Vorsitzender, ab 1894 Ehrenvorsitzender. Unter seinem Vorsitz wurde erstmals ein Museum in Hanau eingerichtet, Vorläufer des Historischen Museums Hanau.
Im Jahr 1897 erhielt er den Roten Adlerorden 4. Klasse. 1898 ehrte ihn der preußische Kultusminister mit dem Professorentitel.

## Veröffentlichungen (Auswahl)
- De victimis humanis apud Graceos. Hanau 1848 (Digitalisat im MDZ).
- Kritisches zu Ovids Metamorphosen nebst Proben einer Übersetzung des Werkes. Waisenhaus-Buchdruckerei, Hanau 1853 (Digitalisat im Internet Archive).
- Zu der von Dr. H. Thiersch angeregten Gymnasial-Reformfrage. Koch, Marburg 1857 (Digitalisat bei Google Books).
- Ovids Metamorphosen (metrisch übersetzt). Hoffmann’sche Verlagsbuchhandlung, Stuttgart 1858 (Digitalisat von Band 1 der 2., mehrfach berichtigten Auflage von 1862 bei Google Books; 3. Auflage von 1868 in der Deutschen Digitalen Bibliothek; Volltext nebst lateinischem Original auf gottwein.de)[6]
- Orion der Jäger. Ein Beitrag zur semitisch-indogermanischen, besonders zur deutschen Mythenforschung. Waisenhaus-Buchdruckerei, Hanau 1859.
- Deutschlands Ruhm, dargethan in einer Vergleichung der Deutschen mit den Griechen; nebst einem Immortellenkranz[7] für Schleswig. Hanau 1860.
- Die Camp’sche Münzsammlung des Gymnasiums zu Hanau. In: Programm des Königlichen Gymnasiums zu Hanau. 1869 (Teil 1), 1870 (Teil 2).
- Wilhelm Ziegler’s Leben und Wirken. (Vortrag von Dr. R. Suchier in öffentlicher Sitzung des Geschichtsvereins am 7. Mai 1878.) Hanau 1878 (Beilage zum Hanauer Anzeiger).
- Die Grabmonumente und Särge der in Hanau bestatteten Personen aus den Häusern Hanau und Hessen. In: Programm des Königlichen Gymnasiums zu Hanau. Hanau 1879, S. 1–56 (Digitalisat).
- Weiteres über die Grabmäler der Grafen zu Hanau. In: Mitteilungen des Hanauer Bezirksvereins. Nr. 6, 1880.
- Münzen von Löwenstein-Wertheim. In: Numismatische Mittheilungen. 1882.
- Weitere römische Münzen und Stempel aus der Nähe von Hanau (= Festgabe zu der in Hanau am 29. Juli 1885 stattfindenden Jahresversammlung des Vereins für hessische Geschichte und Landeskunde). In: Mittheilungen des Hanauer Bezirksvereins. 1885.
- Die Münzmeister in Hanau. In: Berliner Münzblätter. Jg. 4, Nr. 36 und 37, 1883.
- Genealogie des Hanauer Grafenhauses. In: Festschrift des Hanauer Geschichtsvereins zu seiner fünfzigjährigen Jubelfeier am 27. August 1894. Hanau 1894.
- Die Münzen der Grafen von Hanau. Hanau 1897 (Neudruck 1994).
- Philipp I. von Hanau-Münzenberg. In: Hanauer Anzeiger. 18. u. 19. November 1897 = Nr. 270, 271.
- Fundstücke von Kesselstadt. In: Georg Wolff: Das römische Lager zu Kesselstadt bei Hanau (= Mittheilungen des Hanauer Bezirksvereins für hessische Geschichte und Landeskunde. Band 13). Hanau 1898.
- Die Hanauer Kippergroschen. In: Frankfurter Münzzeitung. Jg. 4, Nr. 43/44, 1904, S. 101–109.
- Eine Hanauer Guldenstempelung vom Jahre 1690. In: Frankfurter Münzzeitung. Jg. 5, Nr. 55/56, 1905, S. 292–296.